# European Golden League 2024 (herrar)
European Golden League 2024 spelades mellan 17 maj och 16 juni 2024. Det var 20:e upplagan av turneringen och tolv herrlandslag från CEV:s medlemsförbund deltog. Slutspelet avgjordes i Osijek där Ukraina vann turneringen genom att besegra Kroatien i finalen.

## Regelverk

### Format
Turneringen bestod av ett gruppspel där varje lag mötte totalt sex andra lag fördelat över tre spelhelger. De tre främsta lagen efter gruppspelet gick vidare till slutspelet tillsammans med arrangörslandet som var Kroatien. Slutspelet ("Final Four") avgjordes med semifinaler, final och match om tredjepris. Det sämst placerade laget efter gruppspelet degraderades till European Silver League 2025. De två finallagen kvalificerade sig för FIVB Volleyball Challenger Cup 2024.

### Metod för att bestämma tabellplacering
Om slutresultatet blev 3-0 eller 3-1 tilldelades 3 poäng till det vinnande laget och 0 till det förlorande laget, om slutresultatet blev 3-2 tilldelades 2 poäng till det vinnande laget och 1 till det förlorande laget.
Lagens position i respektive grupp bestämdes utifrån (i tur och ordning):
- Antal vunna matcher
- Poäng
- Kvot vunna/förlorade set
- Kvot vunna/förlorade bollpoäng
- Inbördes möten

## Deltagande lag
| Lag            | Turnering                          | Deltog senast               |
| -------------- | ---------------------------------- | --------------------------- |
| Azerbajdzjan   | Wild card                          | European League 2017        |
| Belgien        | 7:a i European Golden League 2023  | European Golden League 2023 |
| Estland        | 8:a i European Golden League 2023  | European Golden League 2023 |
| Finland        | 6:a i European Golden League 2023  | European Golden League 2023 |
| Kroatien       | 3:a i European Golden League 2023  | European Golden League 2023 |
| Luxemburg      | Wild card                          | European League 2016        |
| Nordmakedonien | 11:a i European Golden League 2023 | European Golden League 2023 |
| Portugal       | 5:a i European Golden League 2023  | European Golden League 2023 |
| Rumänien       | 9:a i European Golden League 2023  | European Golden League 2023 |
| Spanien        | Wild card                          | European Golden League 2022 |
| Tjeckien       | 4:a i European Golden League 2023  | European Golden League 2023 |
| Ukraina        | 2:a i European Golden League 2023  | European Golden League 2023 |

## Turneringen

### Gruppspel[6]

#### Första veckan

##### Grupp 1
| 17 maj 2024 Palazzetto dello sport A.Y.S., Baku Speltid: 1:20 - Åskådare: 800 | Rumänien     | 3 - 0 | Azerbajdzjan | 25-16, 25-16, 25-19        |
| 18 maj 2024 Palazzetto dello sport A.Y.S., Baku Speltid: 1:47 - Åskådare: 100 | Ukraina      | 3 - 1 | Rumänien     | 20-25, 25-21, 25-23, 25-19 |
| 19 maj 2024 Palazzetto dello sport A.Y.S., Baku Speltid: 1:11 - Åskådare: 700 | Azerbajdzjan | 0 - 3 | Ukraina      | 16-25, 16-25, 23–25        |

##### Grupp 2
| 17 maj 2024 Sportska sala Park, Strumica Speltid: 1:49 - Åskådare: 1 300 | Estland        | 3 - 1 | Nordmakedonien | 25-23, 14-25, 25-19, 25-22 |
| 18 maj 2024 Sportska sala Park, Strumica Speltid: 1:20 - Åskådare: 100   | Tjeckien       | 3 - 0 | Estland        | 25-22, 25-20, 25-16        |
| 19 maj 2024 Sportska sala Park, Strumica Speltid: 1:23 - Åskådare: 1 300 | Nordmakedonien | 0 - 3 | Tjeckien       | 16-25, 15-25, 16-25        |

##### Grupp 3
| 17 maj 2024 Tampereen jäähalli, Tammerfors Speltid: 1:52 - Åskådare: 1 950 | Kroatien | 3 - 1 | Finland  | 21-25, 26-24, 25-15, 25-22 |
| 18 maj 2024 Tampereen jäähalli, Tammerfors Speltid: 2:05 - Åskådare: 675   | Belgien  | 1 - 3 | Kroatien | 25-21, 24-26, 22-25, 24-26 |
| 19 maj 2024 Tampereen jäähalli, Tammerfors Speltid: 1:29 - Åskådare: 2 275 | Finland  | 3 - 0 | Belgien  | 25-23, 25-17, 26-24        |

##### Grupp 4
| 17 maj 2024 Pavilhão Municipal Joaquim Vairinhos, Loulé Speltid: 1:18 - Åskådare: 805   | Luxemburg | 0 - 3 | Portugal  | 22-25, 19-25, 16-25        |
| 18 maj 2024 Pavilhão Municipal Joaquim Vairinhos, Loulé Speltid: 1:16 - Åskådare: 120   | Spanien   | 3 - 0 | Luxemburg | 25-15, 25-17, 25-21        |
| 19 maj 2024 Pavilhão Municipal Joaquim Vairinhos, Loulé Speltid: 2:31 - Åskådare: 1 227 | Portugal  | 3 - 1 | Spanien   | 23-25, 25-21, 25-22, 35-33 |

#### Andra veckan

##### Grupp 5
| 24 maj 2024 D'Coque, Luxemburg Speltid: 1:12 - Åskådare: 520 | Tjeckien  | 3 - 0 | Luxemburg | 25-17, 25-13, 25-22        |
| 25 maj 2024 D'Coque, Luxemburg Speltid: 1:52 - Åskådare: 320 | Ukraina   | 1 - 3 | Tjeckien  | 22-25, 25-23, 15-25, 22-25 |
| 26 maj 2024 D'Coque, Luxemburg Speltid: 1:12 - Åskådare: 360 | Luxemburg | 0 - 3 | Ukraina   | 16-25, 19-25, 20-25        |

##### Grupp 6
| 24 maj 2024 Palacio de Deportes de Gijón, Gijón Speltid: 2:38 - Åskådare: 2 500 | Estland | 3 - 2 | Spanien | 25-22, 23-25, 31-29, 25-27, 18-16 |
| 25 maj 2024 Palacio de Deportes de Gijón, Gijón Speltid: 1:47 - Åskådare: 300   | Finland | 3 - 1 | Estland | 23-25, 25-21, 25-19, 25-18        |
| 26 maj 2024 Palacio de Deportes de Gijón, Gijón Speltid: 1:52 - Åskådare: 750   | Spanien | 3 - 1 | Finland | 25-21, 19-25, 26-24, 25-21        |

##### Grupp 7
| 24 maj 2024 Sala Sporturilor Traian, Râmnicu Vâlcea Speltid: 1:53 - Åskådare: 2 500 | Kroatien | 3 - 1 | Rumänien | 25-23, 25-22, 20-25, 25-22        |
| 25 maj 2024 Sala Sporturilor Traian, Râmnicu Vâlcea Speltid: 1:55 - Åskådare: 400   | Portugal | 1 - 3 | Kroatien | 24-26, 22-25, 25-22, 22-25        |
| 26 maj 2024 Sala Sporturilor Traian, Râmnicu Vâlcea Speltid: 2:15 - Åskådare: 700   | Rumänien | 2 - 3 | Portugal | 23-25, 25-22, 25-16, 22-25, 12-15 |

##### Grupp 8
| 24 maj 2024 Topsporthal, Beveren Speltid: 1:10 - Åskådare: 1 053 | Azerbajdzjan   | 0 - 3 | Belgien        | 19-25, 16-25, 17-25               |
| 25 maj 2024 Topsporthal, Beveren Speltid: 1:11 - Åskådare: 47    | Nordmakedonien | 3 - 0 | Azerbajdzjan   | 25-17, 25-17, 25-18               |
| 26 maj 2024 Topsporthal, Beveren Speltid: 2:18 - Åskådare: 1 627 | Belgien        | 3 - 2 | Nordmakedonien | 25-22, 22-25, 25-17, 24-26, 17-15 |

#### Tredje veckan

##### Grupp 9
| 31 maj 2024 Spordihall, Rakvere Speltid: 1:15 - Åskådare: 1 650 | Azerbajdzjan | 0 - 3 | Estland      | 14-25, 15-25, 17-25               |
| 1 juni 2024 Spordihall, Rakvere Speltid: 1:52 - Åskådare: 70    | Luxemburg    | 3 - 2 | Azerbajdzjan | 25-20, 22-25, 21-25, 25-17, 15-11 |
| 2 juni 2024 Spordihall, Rakvere Speltid: 1:01 - Åskådare: 1 215 | Estland      | 3 - 0 | Luxemburg    | 25-9, 25-16, 25-11                |

##### Grupp 10
| 31 maj 2024 Nastavno-Sportska DGV, Osijek Speltid: 2:33 - Åskådare: 300 | Nordmakedonien | 2 - 3 | Kroatien       | 31-33, 25-17, 29-27, 21-25, 12-15 |
| 1 juni 2024 Nastavno-Sportska DGV, Osijek Speltid: 2:08 - Åskådare: 50  | Spanien        | 3 - 1 | Nordmakedonien | 17-25, 25-22, 25-22, 25-22        |
| 2 juni 2024 Nastavno-Sportska DGV, Osijek Speltid: 1:37 - Åskådare: 500 | Kroatien       | 3 - 0 | Spanien        | 27-25, 25-22, 25-23               |

##### Grupp 11
| 30 maj 2024 Hala míčových sportu, Karlovy Vary Speltid: 2:16 - Åskådare: 1 051 | Finland  | 3 - 2 | Tjeckien | 16-25, 25-23, 30-32, 25-22, 15-11 |
| 31 maj 2024 Hala míčových sportu, Karlovy Vary Speltid: 2:16 - Åskådare: 120   | Rumänien | 3 - 2 | Finland  | 23-25, 21-25, 26-24, 26-24, 15-12 |
| 1 juni 2024 Hala míčových sportu, Karlovy Vary Speltid: 2:30 - Åskådare: 1 550 | Tjeckien | 3 - 2 | Rumänien | 24-26, 25-20, 22-25, 25-20, 15-13 |

##### Grupp 12
| 31 maj 2024 Arena Jaskółka, Tarnów Speltid: 1:51 - Åskådare: 120 | Portugal | 1 - 3 | Ukraina  | 16-25, 25-17, 22-25, 23-25        |
| 1 juni 2024 Arena Jaskółka, Tarnów Speltid: 2:20 - Åskådare: 60  | Belgien  | 3 - 2 | Portugal | 25-22, 29-31, 19-25, 25-18, 15-11 |
| 2 juni 2024 Arena Jaskółka, Tarnów Speltid: 2:14 - Åskådare: 120 | Ukraina  | 2 - 3 | Belgien  | 20-25, 25-15, 25-21, 25-27, 11-15 |

#### Sluttabell[5]
| Pos. | Lag            | P  | S | V | F | VS | FS | Kvot  | VP  | FP  | Kvot  |
| ---- | -------------- | -- | - | - | - | -- | -- | ----- | --- | --- | ----- |
| 1.   | Kroatien       | 17 | 6 | 6 | 0 | 18 | 6  | 3,000 | 582 | 554 | 1,050 |
| 2.   | Tjeckien       | 15 | 6 | 5 | 1 | 17 | 6  | 2,833 | 547 | 456 | 1,199 |
| 3.   | Ukraina        | 13 | 6 | 4 | 2 | 15 | 8  | 1,875 | 527 | 485 | 1,086 |
| 4.   | Estland        | 11 | 6 | 4 | 2 | 13 | 9  | 1,444 | 502 | 463 | 1,084 |
| 5.   | Belgien        | 9  | 6 | 4 | 2 | 13 | 12 | 1,083 | 563 | 544 | 1,034 |
| 6.   | Spanien        | 10 | 6 | 3 | 3 | 12 | 11 | 1,090 | 552 | 542 | 1,018 |
| 7.   | Finland        | 9  | 6 | 3 | 3 | 13 | 12 | 1,083 | 572 | 563 | 1,016 |
| 8.   | Portugal       | 9  | 6 | 3 | 3 | 13 | 12 | 1,083 | 572 | 568 | 1,007 |
| 9.   | Rumänien       | 7  | 6 | 2 | 4 | 12 | 14 | 0,857 | 577 | 565 | 1,021 |
| 10.  | Nordmakedonien | 5  | 6 | 1 | 5 | 9  | 15 | 0,600 | 525 | 538 | 0,975 |
| 11.  | Luxemburg      | 2  | 6 | 1 | 5 | 3  | 17 | 0,176 | 361 | 473 | 0,763 |
| 12.  | Azerbajdzjan   | 1  | 6 | 0 | 6 | 2  | 18 | 0,111 | 354 | 483 | 0,732 |

      Kvalificerade för slutspel.
      Nedflyttade till European Silver League.

### Slutspel[7]
|  | Semifinaler | Semifinaler | Semifinaler |         |   | Final               | Final               | Final               |  |
|  |             |             |             |         |   |                     |                     |                     |  |
|  | 1           | Kroatien    | 3           |         |   |                     |                     |                     |  |
|  | 1           | Kroatien    | 3           |         |   |                     |                     |                     |  |
|  | 4           | Estland     | 2           |         |   |                     |                     |                     |  |
|  | 4           | Estland     | 2           |         | 1 | Kroatien            | 1                   |                     |  |
|  |             |             |             |         | 1 | Kroatien            | 1                   |                     |  |
|  |             |             | 3           | Ukraina | 3 |                     |                     |                     |  |
|  | 2           | Tjeckien    | 3           | Ukraina | 3 | 0                   |                     |                     |  |
|  | 2           | Tjeckien    |             |         |   | 0                   |                     |                     |  |
|  | 3           | Ukraina     | 3           |         |   | Match om tredjepris | Match om tredjepris | Match om tredjepris |  |
|  | 3           | Ukraina     | 3           |         |   |                     |                     |                     |  |
|  |             |             |             |         |   |                     |                     |                     |  |
|  |             |             |             |         |   | 4                   | Estland             | 2                   |  |
|  |             |             |             |         |   | 4                   | Estland             | 2                   |  |
|  |             |             |             |         |   | 2                   | Tjeckien            | 3                   |  |

#### Semifinaler
| 15 juni 2024 Nastavno-Sportska DGV, Osijek Speltid: 2:29 - Åskådare: 980 | Kroatien | 3 - 2 | Estland | 25-20, 24-26, 25-21, 19-25, 15-13 |
| 15 juni 2024 Nastavno-Sportska DGV, Osijek Speltid: 1:24 - Åskådare: 90  | Tjeckien | 0 - 3 | Ukraina | 24-26, 16-25, 20-25               |

#### Match om tredjepris
| 16 juni 2024 Nastavno-Sportska DGV, Osijek Speltid: 2:36 - Åskådare: 102 | Estland | 2 - 3 | Tjeckien | 25-20, 22-25, 33-31, 25-27, 12-15 |

#### Final
| 16 juni 2024 Nastavno-Sportska DGV, Osijek Speltid: 2:14 - Åskådare: 1 550 | Kroatien | 1 - 3 | Ukraina | 25-23, 19-25, 26-28, 19-25 |

## Slutplaceringar
| Pos | Lag            | Vidare till                    |
| --- | -------------- | ------------------------------ |
|     | Ukraina        | Volleyball Challenger Cup 2024 |
|     | Kroatien       | Volleyball Challenger Cup 2024 |
|     | Tjeckien       |                                |
| 4   | Estland        |                                |
| 5   | Belgien        |                                |
| 6   | Spanien        |                                |
| 7   | Finland        |                                |
| 8   | Portugal       |                                |
| 9   | Rumänien       |                                |
| 10  | Nordmakedonien |                                |
| 11  | Luxemburg      |                                |
| 12  | Azerbajdzjan   | European Silver League 2025    |